# Pycnoporus
Pycnoporus P. Karst (gęstoporek) – rodzaj grzybów z rodziny żagwiowatych (Polyporaceae). Według Index Fungorum jest to synonim rodzaju Trametes.

## Charakterystyka
Grzyby saprotroficzne o owocniku jednorocznym, półkulistym lub wachlarzowatym i bokiem przyrastającym do podłoża. Hymenofor rurkowaty, zarodniki bezbarwne.

## Systematyka i nazewnictwo
Pozycja w klasyfikacji według Index Fungorum: Polyporaceae, Polyporales, Incertae sedis, Agaricomycetes, Agaricomycotina, Basidiomycota, Fungi.
Nazwę polską nadał Stanisław Domański w 1967 r. W polskim piśmiennictwie mykologicznym należące do tego rodzaju gatunki opisywane były także jako huba, wrośniak, żagiew.
Synonim nawy naukowej: Xylometron Paulet.
Gatunki:
- Pycnoporus coccineus (Fr.) Bondartsev & Singer 1941
- Pycnoporus cinnabarinus (Jacq.) P. Karst. 1881 – gęstoporek cynobrowy
- Pycnoporus palibini P. Karst. 1911; Polyporaceae 1911
- Pycnoporus puniceus (Fr.) Ryvarden 1972
- Pycnoporus sanguineus (L.) Murrill 1904

Wykaz gatunków (nazwy naukowe) na podstawie Index Fungorum. Nazwy polskie według Władysława Wojewody.